# یواس‌اس دیکرسون (دی‌دی-۱۵۷)
یواس‌اس دیکرسون (دی‌دی-۱۵۷) (به انگلیسی: USS Dickerson (DD-157)) یک کشتی بود که طول آن ۹۵٫۸۳ متر (۳۱۴٫۴ فوت) بود. این کشتی در سال ۱۹۱۹ ساخته شد.